# Power Couple Brasil
Power Couple Brasil è un reality show trasmesso in Brasile su RecordTV dal 12 aprile 2016, in cui vengono presentate le vite di coppie di celebrità in una villa che affrontano sfide estreme che mettono alla prova la loro reale conoscenza reciproca. Ogni settimana, una coppia viene eliminata finché l'ultima coppia non vince e guadagna il denaro accumulato durante il programma.
Nell'ottobre 2014, RecordTV ha acquisito i diritti per produrre una versione brasiliana di Power Couple. Inizialmente l'idea era di farlo debuttare nel 2015, ma finì per essere rimandato al 2016, con la presentazione di Roberto Justus, in quella che fu la prima e la seconda stagione. Nel 2018, Gugu Liberato subentrò alla presentazione, chiedendo di dare un «nuovo volto» al programma e di apportare alcuni cambiamenti, come le eliminazioni con il pubblico in diretta sul palco e la trasmissione dal lunedì al venerdì in modo che ogni gara venisse mostrata in un giorno diverso, ma con la sua morte, Adriane Galisteu subentrò nella quinta stagione, che quest'anno ha dovuto essere rimandata a causa della pandemia di COVID-19 in Brasile. Dopo un anno di assenza, dovuta alla mancanza di sponsor per edizione 2022, Record torna a presentarlo, questa volta con Mariana Rios. ritorna però nel 2025, con la coppia Rafa Brites e Felipe Andreoli.

## Cast
Legenda
     Conduzione
     Regia
|                                 | 1 | 2 | 3 | 4 | 5 | 6 | 7 |       |
| ------------------------------- | - | - | - | - | - | - | - | ----- |
| Adriane Galisteu                |   |   |   |   |   |   |   | [ 7 ] |
| Gugu Liberato                   |   |   |   |   |   |   |   | [ 7 ] |
| Felipe Andreoli dal Rafa Brites |   |   |   |   |   |   |   |       |
| Roberto Justus                  |   |   |   |   |   |   |   | [ 7 ] |
| Rodrigo Carelli                 |   |   |   |   |   |   |   |       |

## Power Couple Brasil 1 (2016)
|  | Laura Keller        | Vincitori            |
|  | Jorge Sousa         | Vincitori            |
|  | Simony              | Secondi classificati |
|  | Patrick Souza       | Secondi classificati |
|  | Gian                | Eliminati            |
|  | Tati Moreto         | Eliminati            |
|  | Andréia Sorvetão    | Eliminati            |
|  | Conrado             | Eliminati            |
|  | Gretchen            | Eliminati            |
|  | Carlos Marques      | Eliminati            |
|  | Túlio Maravilha     | Eliminati            |
|  | Cristiane Maravilha | Eliminati            |
|  | Mário Velloso       | Eliminati            |
|  | Pietra Bertolazzi   | Eliminati            |
|  | Popó                | Eliminati            |
|  | Emilene Juarez      | Eliminati            |
|  | ------------------- | -------------------- |

## Power Couple Brasil 2 (2017)
|  | Nayara Justino     | Vincitori            |
|  | Cairo Jardim       | Vincitori            |
|  | MC Marcelly        | Secondi classificati |
|  | Frank Cavalcante   | Secondi classificati |
|  | Fábio Villa Verde  | Terzi classificati   |
|  | Regiane Cesnique   | Terzi classificati   |
|  | Thaíde             | Eliminati            |
|  | Ana Onofre         | Eliminati            |
|  | Maurício Ribeiro   | Eliminati            |
|  | Suyane Moreira     | Eliminati            |
|  | Sylvinho Blau-Blau | Eliminati            |
|  | Ana Paula Pereira  | Eliminati            |
|  | Rafael Ilha        | Eliminati            |
|  | Aline Kezh         | Eliminati            |
|  | Marcelo Zangrandi  | Ritirati             |
|  | Júlia Zangrandi    | Ritirati             |
|  | Andressa Ganacin   | Eliminati            |
|  | Nasser Rodrigues   | Eliminati            |
|  | Diego Cristo       | Eliminati            |
|  | Lorena Bueri       | Eliminati            |
|  | Carol Narizinho    | Eliminati            |
|  | Mateus Boeira      | Eliminati            |
|  | ------------------ | -------------------- |

## Power Couple Brasil 3 (2018)
|  | Tati Minerato     | Vincitori            |
|  | Marcelo Galático  | Vincitori            |
|  | Aritana Maroni    | Secondi classificati |
|  | Paulo Rogério     | Secondi classificati |
|  | Munik Nunes       | Eliminati            |
|  | Anderson Felício  | Eliminati            |
|  | Thais Bianca      | Eliminati            |
|  | Douglas D'Amore   | Eliminati            |
|  | Marlon            | Eliminati            |
|  | Letícia Oliveira  | Eliminati            |
|  | Nizo Neto         | Eliminati            |
|  | Tatí Presser      | Eliminati            |
|  | D'Black           | Eliminati            |
|  | Nadja Pessoa      | Eliminati            |
|  | MC Créu           | Eliminati            |
|  | Lilian Simões     | Eliminati            |
|  | Franciele Almeida | Espulsi              |
|  | Diego Grossi      | Espulsi              |
|  | Thais Bianca      | Eliminati            |
|  | Douglas D'Amore   | Eliminati            |
|  | André Di Mauro    | Eliminati            |
|  | Liége Müller      | Eliminati            |
|  | Aloísio Chulapa   | Eliminati            |
|  | Luisa Albuquerque | Eliminati            |
|  | ----------------- | -------------------- |

## Power Couple Brasil 4 (2019)
|  | Nicole Bahls      | Vincitori            |
|  | Marcelo Bimbi     | Vincitori            |
|  | Mariana Felício   | Secondi classificati |
|  | Daniel Saullo     | Secondi classificati |
|  | Anna Clara Maia   | Terzi classificati   |
|  | André Coelho      | Terzi classificati   |
|  | Ju Valcézia       | Eliminati            |
|  | Ricardo Manga     | Eliminati            |
|  | André Marinho     | Eliminati            |
|  | Drika Marinho     | Eliminati            |
|  | Paula Pequeno     | Eliminati            |
|  | Alexandre Folhas  | Eliminati            |
|  | Taty Zatto        | Eliminati            |
|  | Marcelo Braga     | Eliminati            |
|  | Lucas Salles      | Eliminati            |
|  | Camila Colombo    | Eliminati            |
|  | Kamilla Salgado   | Eliminati            |
|  | Eliéser Ambrósio  | Eliminati            |
|  | Maikel Castro     | Eliminati            |
|  | Jackie Sampaio    | Eliminati            |
|  | Debby Lagranha    | Eliminati            |
|  | Leandro Amieiro   | Eliminati            |
|  | Marcelo Tchakabum | Eliminati            |
|  | Elaine Costa      | Eliminati            |
|  | Faby Monarca      | Eliminati            |
|  | Enrico Mansur     | Eliminati            |
|  | ----------------- | -------------------- |

## Power Couple Brasil 5 (2021)
|  | Matheus Yurley      | Vincitori            |
|  | Mari Matarazzo      | Vincitori            |
|  | Déborah Albuquerque | Secondi classificati |
|  | Bruno Salomão       | Secondi classificati |
|  | Li Martins          | Eliminati            |
|  | JP Mantovani        | Eliminati            |
|  | Thiago Bertoldo     | Eliminati            |
|  | Geórgia Fröhlich    | Eliminati            |
|  | Renata Dominguez    | Eliminati            |
|  | Leandro Gléria      | Eliminati            |
|  | Daniele Hypólito    | Eliminati            |
|  | Fábio Castro        | Eliminati            |
|  | Filipe Duarte       | Eliminati            |
|  | Nina Cachoeira      | Eliminati            |
|  | Mirela Janis        | Eliminati            |
|  | Yugnir Ângelo       | Eliminati            |
|  | Márcia Fellipe      | Eliminati            |
|  | Rod Bala            | Eliminati            |
|  | JonJon              | Eliminati            |
|  | Carol Santos        | Eliminati            |
|  | Pimpolho            | Eliminati            |
|  | Bibi Paolillo       | Eliminati            |
|  | MC Mirella          | Eliminati            |
|  | Dynho Alves         | Eliminati            |
|  | Medrado             | Eliminati            |
|  | Claytão             | Eliminati            |
|  | ------------------- | -------------------- |

## Power Couple Brasil 6 (2022)
|  | Brenda Paixão   | Vincitori            |
|  | Matheus Sampaio | Vincitori            |
|  | Mussunzinho     | Secondi classificati |
|  | Karol Menezes   | Secondi classificati |
|  | Adryana Ribeiro | Terzi classificati   |
|  | Albert Bressan  | Terzi classificati   |
|  | João Hadad      | Eliminati            |
|  | Luana Andrade   | Eliminati            |
|  | Hadballa        | Eliminati            |
|  | Eliza Fagundes  | Eliminati            |
|  | Michele Passa   | Eliminati            |
|  | Bruno Passa     | Eliminati            |
|  | Pe Lanza        | Eliminati            |
|  | Anne Duarte     | Eliminati            |
|  | Ivy Moraes      | Eliminati            |
|  | Nandinho Borges | Eliminati            |
|  | Cartolouco      | Eliminati            |
|  | Gabi Augusto    | Eliminati            |
|  | Baronesa        | Ritirati             |
|  | Rogério Silva   | Ritirati             |
|  | Nahim           | Eliminati            |
|  | Andreia Andrade | Eliminati            |
|  | Dinei           | Eliminati            |
|  | Erika Dias      | Eliminati            |
|  | Rodrigo Mila    | Eliminati            |
|  | Daia Araújo     | Eliminati            |
|  | --------------- | -------------------- |

## Power Couple Brasil 7 (2025)
|  | Radamés Furlan     | Vincitori            |
|  | Carol Furlan       | Vincitori            |
|  | Dhomini Ferreira   | Secondi classificati |
|  | Adriana Leizer     | Secondi classificati |
|  | Rayanne Morais     | Terzi classificati   |
|  | Victor Pecoraro    | Terzi classificati   |
|  | Rafael Pessina     | Eliminati            |
|  | Talira Manñes      | Eliminati            |
|  | Eike Duarte        | Eliminati            |
|  | Natália Vivacqua   | Eliminati            |
|  | Kadu Moliterno     | Eliminati            |
|  | Cristianne Menezes | Eliminati            |
|  | Silvia Catra       | Eliminati            |
|  | André Barcellos    | Eliminati            |
|  | Ana Paula Marquez  | Eliminati            |
|  | Antony Marquez     | Eliminati            |
|  | Ewerton Neguinho   | Eliminati            |
|  | Emilyn Marçal      | Eliminati            |
|  | Guilherme Seta     | Eliminati            |
|  | Bia Valente        | Eliminati            |
|  | Gretchen           | Ritirati             |
|  | Esdras de Souza    | Ritirati             |
|  | Francine Piaia     | Eliminati            |
|  | Júnior R           | Eliminati            |
|  | Eros Prado         | Eliminati            |
|  | Gi Prado           | Eliminati            |
|  | Diego Supérbi      | Eliminati            |
|  | Giovanna Menezes   | Eliminati            |
|  | ------------------ | -------------------- |